# Leandrina Bulzacchi
Leandrina Bulzacchi (Soresina, 28 marzo 1912 – ...) è stata una mezzofondista italiana.

## Biografia
È stata undici volte campionessa italiana, sette delle quali negli 800 metri piani, specialità che ha sempre prediletto, tanto che il 29 giugno 1937, a Torino, ottenne il record mondiale nella staffetta 3×800 metri con il tempo di 7'32". Atleta versatile, si cimentò, con ottimi risultati anche nella corsa campestre (di cui è stata campionessa italiana nel 1928) e nella staffetta 4×100 metri (due titoli italiani).
Con un totale di sette presenze in nazionale, il suo esordio in maglia azzurra avvenne nell'agosto del 1931 a Cracovia, in un meeting Polonia-Italia dove vinse la gara degli 800 m piani con il tempo di 2'25"8.

## Record nazionali
- 800 metri piani: 2'25"2 ( Milano, 1936)
- Staffetta 3×800 metri: 7'32"  ( Torino, 29 giugno 1937) con Cleo Balbo e Candida Giorda Cecchetti

## Campionati nazionali

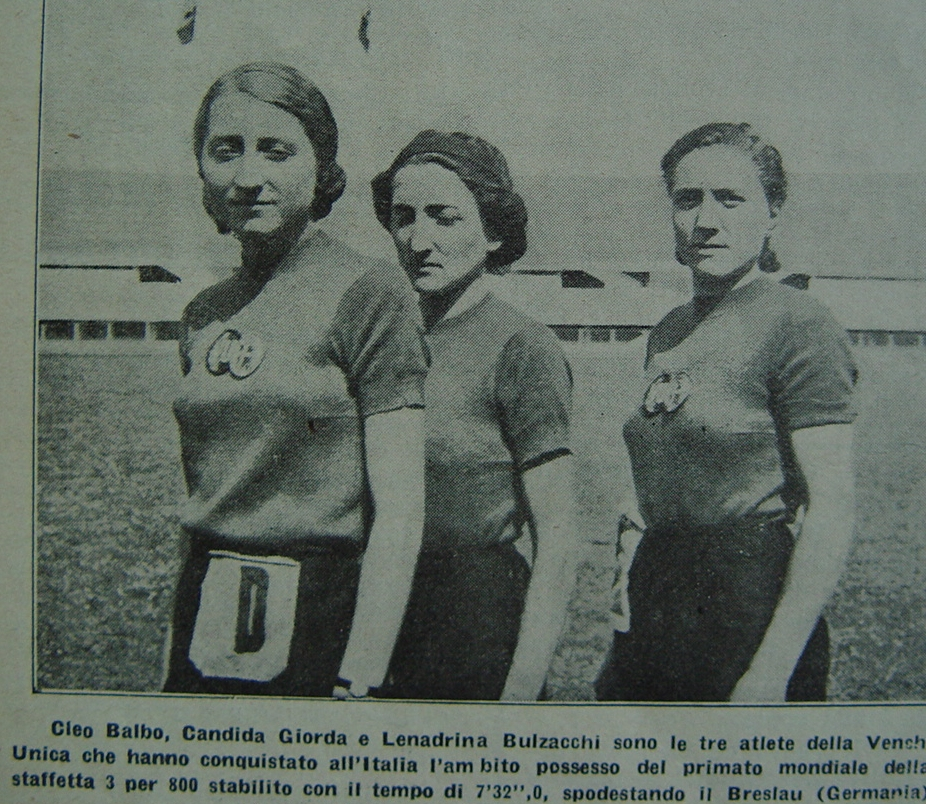
Leandrina Bulzacchi con Candida Giorda Cecchetti e Cleo Balbo, la staffetta che nel 1937 ottenne il record mondiale nella 3×800 m

- 7 volte campionessa italiana negli 800 m piani (1930, 1931, 1934, 1935, 1936, 1937, 1938)
- 2 volte campionessa italiana nella staffetta 4×100 m (1935 e 1936)
- 1 volta campionessa italiana nella staffetta 4×250 m (1926)
- 1 volta campionessa italiana nella corsa campestre (1928)

1925
- Bronzo ai campionati italiani assoluti, 83 m ostacoli

1926
- Oro ai campionati italiani assoluti, staffetta 4×250 m - 2'53"2

1927
- Argento ai campionati italiani di corsa campestre

1928
- Oro ai campionati italiani assoluti, corsa campestre - s/t

1929
- Bronzo ai campionati italiani assoluti, 400 m piani - 1'09"4/5
- Argento ai campionati italiani di corsa campestre - 2'49"2/5

1930
- Oro ai campionati italiani assoluti, 800 m piani - 2'33"2

1931
- Oro ai campionati italiani assoluti, 800 m piani - 2'32"2

1934
- Oro ai campionati italiani assoluti, 800 m piani - 2'32"4
- Bronzo ai campionati italiani assoluti, 100 m piani - 14"7

1935
- Oro ai campionati italiani assoluti, 800 m piani - 2'29"2
- Oro ai campionati italiani assoluti, staffetta 4×100 m - 53"0 (con Pierina Borsani, Fernanda Bullano e Livia Michiels)

1936
- Oro ai campionati italiani assoluti, 800 m piani - 2'25"2
- Oro ai campionati italiani assoluti, staffetta 4×100 m - 51"8 (con Pierina Borsani, Fernanda Bullano e Claudia Testoni)

1937
- Oro ai campionati italiani assoluti, 800 m piani - 2'28"5

1938
- Oro ai campionati italiani assoluti, 800 m piani - 2'28"3